# Amplirhagada montalivetensis
Amplirhagada montalivetensis är en snäckart som först beskrevs av Smith 1894.  Amplirhagada montalivetensis ingår i släktet Amplirhagada och familjen Camaenidae. IUCN kategoriserar arten globalt som nära hotad. Inga underarter finns listade i Catalogue of Life.